# Seabeck (Washington)
Seabeck es un área no incorporada ubicada en el condado de Kitsap en el estado estadounidense de Washington.

## Geografía
Seabeck se encuentra ubicado en las coordenadas 47°38′22″N 122°49′43″O / 47.63944, -122.82861.